# Ісаєв Рамазан Шамільович
Рамазан Шамільович Ісаєв (рос. Рамазан Шамилович Исаев; нар. 17 січня 1998, Махачкала, Росія) — російський футболіст, нападник білоруського клубу «Нафтан».

## Життєпис
У 10-річному віці займався у спеціалізованій школі «Перемога-1» у Хасавюрті. А за два роки директор цієї школи Михайло Убайдулаєв відправив Рамазана до Москви на перегляди в ЦСКА, «Динамо». Взяли до школи ФШМ «Торпедо». У 2014 році переведений до дублюючого складу московського «Торпедо», за який провів один сезон. У 2015 році приєднався до армавірського «Торпедо», у складі якого 12 липня 2015 року дебютував у ПФЛ в поєдинку проти «Зеніту-2» (Санкт-Петербург). Відіграв п'ять поєдинків за половину сезону. Наступним клубом стало берестейське «Динамо». У чемпіонаті Білорусі дебютував 2 квітня 2016 року у матчі проти БАТЕ, в якому відзначився голом. Загалом за клуб відзначився двома голами у дванадцяти поєдинках. Влітку 2016 року перейшов до сербського клубу «Раднички» (Ниш), зіграв 2 поєдинкиу в сербській Суперлізі, але через півроку розірвав контракт із клубом за взаємною згодою.
У січні 2018 року перейшов до клубу першої вірменської ліги «Арцах» (Єреван), за який в 11 матчах відзначився 5-ма голами. Після закінчення сезону залишив клуб, рік не виступав на професійному рівні. У серпні 2019 перейшов до «Єревану», де за півсезону відзначився 6-ма голами у 14 матчах, проте його команда програла всі свої матчі у сезоні та припинила існування під час зимової перерви. На початку 2020 року футболіст перейшов до єреванського «Арарату».
2020 року грав за такі російські клуби як махачкалинський «Легіон Динамо» та димітровградську «Ладу».
Весною 2021 року перейшов до білоруського клубу Першої ліги «Білшину». У цьому ж сезоні, особливо завдяки голами гравця клуб посів 2 місце і піднявся до Вищої ліги країни. В останньому матчі сезону проти «Ліди» відзначився 2-ма голами, а гра закінчилася з рахунком 5:1 на користь бобруйского клубу. У своєму дебютному сезоні за «Білшину» провів 35 матчів, відзначився 17-ма голами і віддав 4 результативні передачі, став третім бомбардиром у чемпіонаті.
У серпні 2022 року перейшов до новополоцького «Нафтану». Дебютував за клуб 3 вересня 2022 року у матчі проти «Осиповичів», в якому відзначився 2-ма забитими м'ячами. Разом із клубом став чемпіоном Першої ліги.
У лютому 2023 року продовжив контракт із новополоцьким клубом. Перший матч за клуб зіграв 18 березня 2023 року проти солігорського «Шахтаря».

## Досягнення

### Клубні
«Динамо-Берестя»
- Кубок Білорусі
  -  Володар (1): 2016/17

«Нафтан»
- Перша ліга Білорусі
  -  Чемпіон (1): 2022